# Volejbol'nyj klub Fakel 2011-2012
Questa voce raccoglie le informazioni riguardanti il Volejbol'nyj klub Fakel nelle competizioni ufficiali della stagione 2011-2012.

## Organigramma societario
Area direttiva
- Presidente:

Area tecnica
- Allenatore: Sergej Šljapnikov (fino a gennaio), Sergio Busato (da gennaio)
- Allenatore in seconda:

## Rosa
| N° | Nome                   | Ruolo | Data di nascita   | Nazionalità sportiva |
| -- | ---------------------- | ----- | ----------------- | -------------------- |
| 1  | Andrej Titič           | S     | 10 marzo 1986     | Russia               |
| 2  | Artëm Kiselëv          | C     | 2 gennaio 1991    | Russia               |
| 3  | Aleksej Lipezin        | L     | 13 gennaio 1987   | Russia               |
| 4  | Denis Ignat'ev         | P     | 3 luglio 1978     | Russia               |
| 5  | Aleksandr Abrosimov    | C     | 25 luglio 1983    | Russia               |
| 7  | Maksim Pantelejmonenko | S     | 1º settembre 1981 | Russia               |
| 8  | Semën Poltavskij       | O     | 8 febbraio 1981   | Russia               |
| 11 | Dmitrij Krasikov       | S     | 8 febbraio 1987   | Russia               |
| 13 | Aleksandr Sokolov      | L     | 1º marzo 1982     | Russia               |
| 14 | Sergej Makarov         | P     | 28 marzo 1980     | Russia               |
| 15 | Konstantin Bakun       | O     | 15 marzo 1985     | Ucraina              |
| 16 | Anton Astanšenkov      | C     | 27 ottobre 1981   | Russia               |
| 17 | Aleksandr Krickij      | C     | 2 luglio 1985     | Russia               |
| 18 | Bojan Janić            | S     | 3 novembre 1982   | Serbia               |

## Statistiche

### Statistiche di squadra
| Competizione    | Punti | In casa | In casa | In casa | In trasferta | In trasferta | In trasferta | Totale | Totale | Totale |
| Competizione    | Punti | G       | V       | P       | G            | V            | P            | G      | V      | P      |
| --------------- | ----- | ------- | ------- | ------- | ------------ | ------------ | ------------ | ------ | ------ | ------ |
| Superliga       | 23/25 | 14      | 10      | 4       | 15           | 7            | 8            | 29     | 17     | 12     |
| Coppa di Russia | 18/6  | -       | -       | -       | -            | -            | -            | 13     | 7      | 6      |
| Totale          | -     | 14      | 10      | 4       | 15           | 7            | 8            | 42     | 24     | 18     |

G = partite giocate; V = partite vinte; P = partite perse

### Statistiche dei giocatori
| Giocatore          | Superliga | Superliga | Superliga | Superliga | Superliga |
| Giocatore          | P         | PT        | AV        | MV        | BV        |
| ------------------ | --------- | --------- | --------- | --------- | --------- |
| A. Abrosimov       | 25        | 145       | 72        | 48        | 25        |
| A. Astanšenkov     | 24        | 172       | 114       | 53        | 5         |
| K. Bakun           | 16        | 292       | 245       | 33        | 14        |
| D. Ignat'ev        | 27        | 29        | 8         | 15        | 6         |
| B. Janić           | 21        | 119       | 99        | 18        | 2         |
| A. Kiselëv         | 8         | 8         | 5         | 2         | 1         |
| D. Krasikov        | 25        | 243       | 210       | 13        | 20        |
| A. Krickij         | 27        | 229       | 157       | 48        | 24        |
| A. Lipezin         | 18        | 0         | 0         | 0         | 0         |
| S. Makarov         | 29        | 45        | 17        | 21        | 7         |
| M. Pantelejmonenko | 25        | 295       | 238       | 33        | 24        |
| S. Poltavskij      | 5         | 24        | 20        | 3         | 1         |
| A. Sokolov         | 29        | 0         | 0         | 0         | 0         |
| A. Titič           | 26        | 215       | 177       | 29        | 9         |

P = presenze; PT = punti totali; AV = attacchi vincenti; MV = muri vincenti; BV = battute vincenti

NB: Non sono disponibili i dati relativi alla Coppa di Russia e, di conseguenza, quelli totali